# Zomerzwerfkaart
De Zomerzwerfkaart was een Nederlands vervoerbewijs voor het stads- en streekvervoer en was van 1986-2009 verkrijgbaar, over het algemeen in de periode 1 juni tot en met 31 augustus.
Met de kaart kon men een hele dag reizen in geheel Nederland met alle vervoermiddelen waar het nationaal tarief gold: bus, tram en metro met uitzondering van enkele speciale formules zoals de buurtbus. Voor lange-afstandsvervoer waar het HOV-tariefsysteem werd gehanteerd, zoals de Q-liner en de Interliner, kon een toeslag gelden. Op bepaalde trajecten was de kaart ook in de trein geldig. De kaart was feitelijk een goedkopere versie van de landelijke dagkaart van twee 10 strippenkaarten, sinds 1 september 1992 twee 8 strippenkaarten, maar alleen verkrijgbaar in de zomer bij de streekbuschauffeur en enkele voorverkooppunten. De kaart werd enkel gestempeld verkocht.

## Geschiedenis
In november 1985 werd door de Vereniging van Exploitatieve Samenwerking OV-bedrijven een voorstel voor invoering van een zomerzwerfkaart in 1986 geintroduceerd. In de zomermaanden was er door de mindere reizigersaantallen capaciteit over die nu kon worden benut. Men verwachte een verkoop van 5000 zwerfkaarten in 1986 tot 30.000 in 1989. De kaart was aanvankelijk alleen voor groepen van 2 tot 6 samenreizende personen verkrijgbaar. In 1991 werd door het ministerie, dat de kaart een ondermijning van het nationale tariefsysteem had gevonden, toch toegestaan dat de kaart voortaan per persoon, dus ook door 1 persoon, kon worden gebruikt. Uiteindelijk werden er in 1991 330.000 kaarten verkocht.  
Sinds 2006 werd de kaart door Connexxion niet meer verkocht maar nog wel geaccepteerd. Tot 2009 bestonden er twee soorten kaarten: een voltarief en een kaart voor reductie-tarief. Deze laatste was voor doelgroepen die met de roze strippenkaarten mochten reizen. Sinds 2009 bestond alleen nog de voltarief variant.
De kaart was in 2009 alleen nog maar te koop bij HTM, Qbuzz en Veolia Zeeuws-Vlaanderen. De overige maatschappijen verkochten de zwerfkaart niet meer. Zij dienden hem nog wel te accepteren als vervoersbewijs. Na 2009 werd de kaart niet meer verkocht.